# Ivo Horvat
Ivo Horvat (1897 - 1963) fue un botánico croata. Desarrolló actividades académicas en el Herbario de la Universidad de Zagreb, en el Departamento de Botánica, de la Facultad de Ciencias.

## Algunas publicaciones

### Libros
- 1933. Vegetationsbilder aus den Kroatischen Alpen : [I. Die illyrischen Felsspalten- und Geröllpflanzen] (La vegetación de los Alpes de Croacia: [I. Las grietas de Iliria y Geröllpflanzen]. Ed. Jena : Fischer

- ivo Horvat, vjekoslav Glavač, heinz Ellenberg. 1974. Vegetation Südosteuropas (Vegetación del Sudeste de Europa). Ed. Stuttgart : G. Fischer, en alemán

- La abreviatura «Horvat» se emplea para indicar a Ivo Horvat como autoridad en la descripción y clasificación científica de los vegetales.[1]